# Lubná (kraj środkowoczeski)
Lubná – gmina w Czechach, w powiecie Rakovník, w kraju środkowoczeskim. Według danych z dnia 1 stycznia 2013 liczyła 967 mieszkańców.